# Torneo ATP de Melbourne 2022
El Melbourne Summer Set Open 2022 fue un evento de tenis de la ATP Tour 250 serie. Se disputó, por única vez, en Melbourne, Australia desde el 4 hasta el 9 de enero de 2022 debido a la pandemia de COVID-19 en curso.

## Distribución de puntos
| Modalidad            | Campeón | Finalista | Semifinales | Cuartos de final | 2ª ronda | 1ª ronda | Clasificados | 2ª ronda de clasificación | 1ª ronda de clasificación |
| Individual masculino | 250     | 165       | 100         | 50               | 25       | 0        | 13           | 7                         | 0                         |
| Dobles masculino     | 250     | 150       | 90          | 45               | 20       | 0        | -            | -                         | -                         |

## Cabezas de serie

### Individuales masculino
| Tenista            | Ranking | Preclasificado |
| Rafael Nadal       | 6       | 1              |
| Reilly Opelka      | 26      | 2              |
| Grigor Dimitrov    | 28      | 3              |
| David Goffin       | 39      | 4              |
| Benoît Paire       | 46      | 5              |
| Ilya Ivashka       | 48      | 6              |
| Dominik Koepfer    | 54      | 7              |
| Mackenzie McDonald | 55      | 8              |

- Ranking del 27 de diciembre de 2021.[2]

### Dobles masculino
| Tenista                                   | Ranking | Preclasificado |
| Wesley Koolhof Neal Skupski               | 41      | 1              |
| Raven Klaasen Ben McLachlan               | 63      | 2              |
| Marcelo Arévalo Jean-Julien Rojer         | 69      | 3              |
| Andrey Golubev Franko Škugor              | 81      | 4              |
| Dominic Inglot Ken Skupski                | 116     | 5              |
| Aleksandr Nedovyesov Aisam-ul-Haq Qureshi | 122     | 6              |
| Romain Arneodo Andreas Mies               | 129     | 7              |
| Matt Reid Jordan Thompson                 | 273     | 8              |

## Campeones

### Individual masculino
Rafael Nadal venció a  Maxime Cressy por 7-6(8-6), 6-3

### Dobles masculino
Wesley Koolhof /  Neal Skupski vencieron a  Aleksandr Nedovyesov /  Aisam-ul-Haq Qureshi por 6-4, 6-4